# 基恩瓦奧爾科山
13°10′39″S 73°0′38″W / 13.17750°S 73.01056°W
基恩瓦奧爾科山（Quenuaorco），是秘魯的山峰，位於該國東南部庫斯科大區，處於喬克薩弗拉山東北面和喬克塔卡爾波山西北面，屬於安第斯山脈中韋爾卡努塔山脈的一部分，海拔高度約4,900米。